# American Museum of Natural History
Het American Museum of Natural History (AMNH) is een natuurhistorisch museum in New York. Het museum heeft meer dan tweehonderd onderzoekers in dienst en sponsort elk jaar meer dan honderd veldexpedities.

## Geschiedenis
Het museum werd opgericht in 1869 en was gevestigd in het oude arsenaal nabij Central Park aan de Upper West Side van Manhattan. Theodore Roosevelt, Sr., de vader van de 26e president van de Verenigde Staten, was een van de oprichters.
In 1874 werden de voorbereidingen getroffen voor het huidige gebouw. De originele neogotische vleugel (1874–1877), van Calvert Vaux en Jacob Wrey Mould werd al gauw overvleugeld door de zuidvleugel van het museum van J. Cleaveland Cady. Dit was een robuust bouwwerk in Richardsonian Romanesque bouwstijl, beïnvloed door H.H. Richardson. Een Romaanse entree bij Central Park West, ontworpen door John Russell Pope in 1936, is een beaux-artsmonument voor Theodore Roosevelt. Deze ingang leidt naar een grote Romaanse basiliek waar het skelet staat van een Barosaurus die haar jong verdedigt tegen een Allosaurus.
Op 29 oktober 1964 werden de Star of India samen met enkele andere kostbare edelstenen, waaronder de Eagle Diamond en de DeLong Star Ruby gestolen uit het museum door Jack Murphy en twee handlangers. Zij hadden toegang verkregen via een raam in de wc's die zij enkele uren daarvoor van het slot hadden gehaald. The Star of India en de andere edelstenen werden later teruggevonden in een kluis bij een busstation in Miami. De Eagle Diamond is echter nooit meer teruggezien.

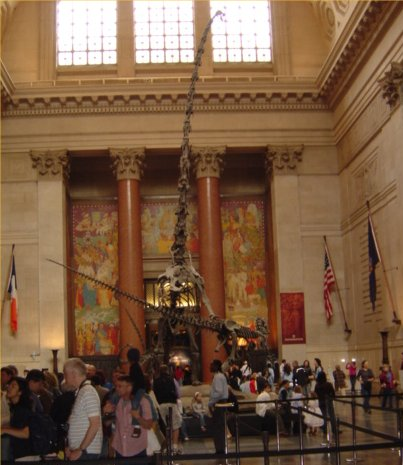
De grote hal van het museum

Beroemde mensen die gelieerd zijn aan het museum zijn onder andere paleontoloog en geoloog Henry Fairfield Osborn die vele jaren directeur was van het museum. Daarnaast waren er Roy Chapman Andrews (een van de inspiraties voor Indiana Jones), de leider van de Centraal-Aziatische Expedities in de Gobiwoestijn, paleontologen Walter Willis Granger en George Gaylord Simpson, bioloog Ernst Mayr, de pionierende cultureel antropologen Franz Boas en Margaret Mead en de ornitholoog Robert Cushman Murphy. John Pierpont Morgan was een van de geldschieters voor het museum.

## Bezienswaardigheden
Het museum heeft een grote groep diorama's met Afrikaanse, Aziatische en Noord-Amerikaanse zoogdieren. Er is een opgezette blauwe vinvis te zien in de 'Milstein Family Hall of Ocean Life' (heropend in 2003). Er is een 20 meter lange bewerkte en beschilderde Haida oorlogskano uit het gebied dat grenst aan de Grote Oceaan. Ook is er de Star of India te zien, de grootste blauwe saffier ter wereld. Daarnaast is er een verdieping volledig gewijd aan de evolutie van de gewervelden, waaronder dinosauriërs.
De antropologische collectie van het museum is ook zeer groot. Er zijn zalen over mensen en hun culturen van over de hele wereld, zoals de zaal over Aziatische mensen, de mens in Afrika en over de oorspronkelijke bewoners van Amerika, Mexico en Midden-Amerika.
Het Hayden Planetarium, verbonden aan het museum, is nu onderdeel van het Rose Center for Earth and Space. Deze is gehuisvest in een glazen kubus. Hier is ook het bolvormige theater gevestigd waar films over het heelal worden afgespeeld. Het centrum werd op 19 februari 2000 geopend.

### Menselijke biologie en evolutie
De zaal 'Human Biology and Evolution' was oorspronkelijk de 'Hall of the Age of Man'. Deze zaal ligt op de eerste verdieping van het museum. Het was de enige tentoonstelling in de Verenigde Staten die een diepgaand onderzoek presenteerde naar de evolutie van de mens. Het laat het verhaal zien van Homo sapiens en de creativiteit van de mens.
De zaal bevat vier levensgrote diorama's van de menselijke voorouder: Australopithecus afarensis, Homo ergaster, de neanderthaler en de cro-magnonmens. Het laat van elke soort het woongebied zien evenals het gedrag en de capaciteiten die het volgens onderzoekers had. Ook zijn er belangrijke afgietsels van fossielen te zien, zoals het skelet van de 1,7 miljoen jaar oude Turkana Boy en van Homo erectus waaronder dat van de Peking Man.
De zaal heeft ook replica's van kunstvoorwerpen uit de IJstijd die gevonden zijn in de regio Dordogne in Zuidwest-Frankrijk. De tekeningen in kalksteen van paarden werden bijna 26.000 jaar geleden gemaakt en worden gezien als de vroegste kunstwerken van de mens.
Deze zaal is tegenwoordig gesloten. De vervanger, de 'Anne and Bernard Spitzer Hall of Human Origins' zal rond februari 2007 de deuren openen.

### Onderzoek
De onderzoeksgebieden van het museum zijn onder andere:
- Antropologie

- Paleontologie
- Informatica
- Behoud van biodiversiteit
- Gewervelde dieren, waaronder:
  - Mammalogie
  - Ornithologie
  - Ichtyologie
  - Herpetologie
- ongewervelde dieren
- Genetica
- Exacte wetenschappen
  - Astrofysica (Hayden Planetarium)
  - Aarde & Planetologie

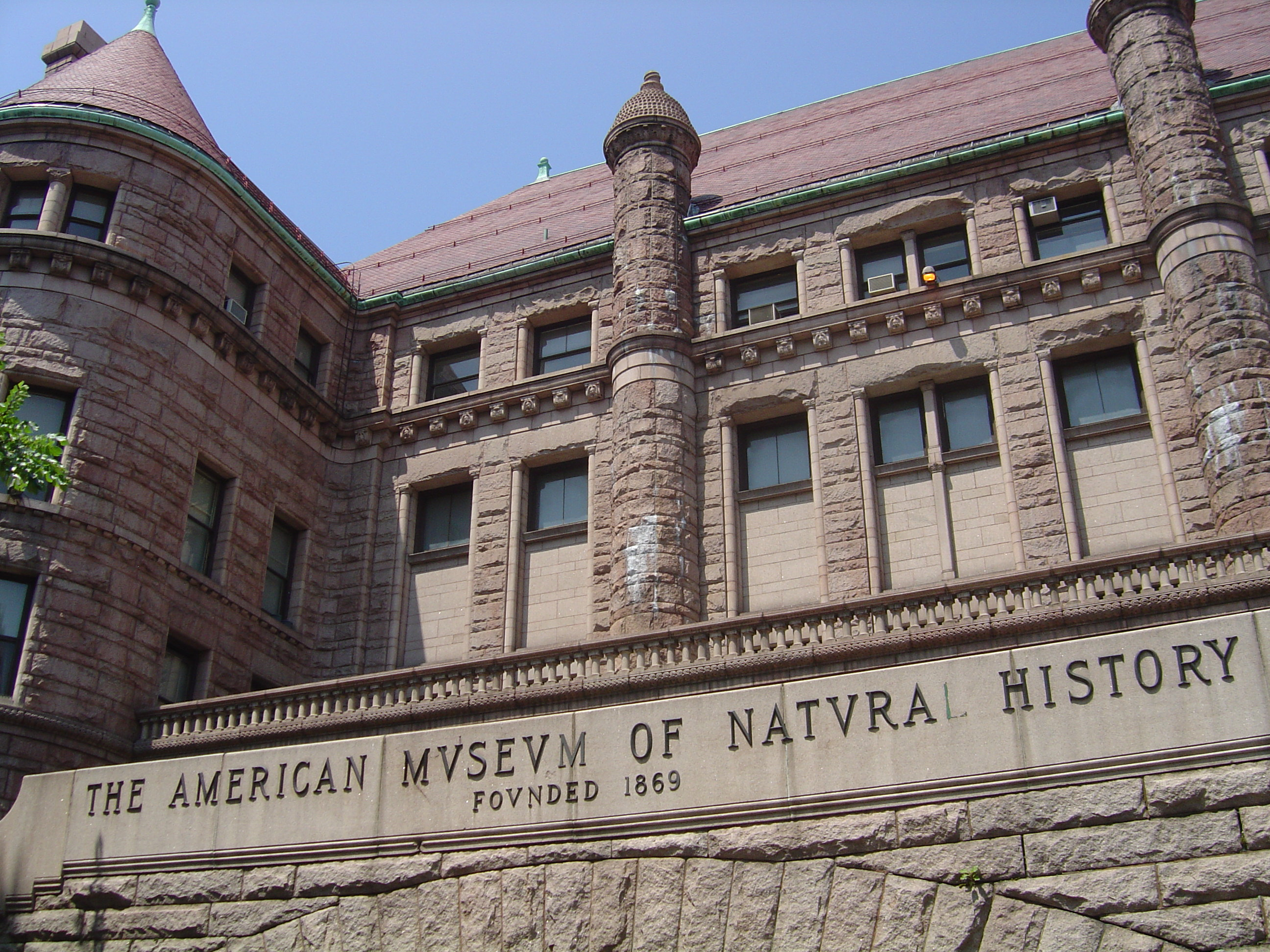
De achteringang van het museum

Het museum participeert in de Biodiversity Heritage Library (BHL), een samenwerkingsproject dat is gericht op het digitaliseren en beschikbaar stellen via open access van literatuur met betrekking tot biodiversiteit. Teven is het museum aangesloten bij de American Institute of Biological Sciences (AIBS), een wetenschappelijke associatie die zich richt op het bevorderen van biologisch onderzoek en onderwijs in de Verenigde Staten. Ook is het museum lid van de Natural Science Collections Alliance, een Amerikaanse non-profit-associatie die zich richt op de ondersteuning van natuurwetenschappelijke collecties, hun menselijke middelen, de instituten die de collecties huisvesten en hun onderzoeksactiviteiten.

## Het museum in de populaire cultuur
- In J.D. Salingers boek The Catcher in the Rye loopt de hoofdpersoon Holden Caulfield richting het museum en bedenkt dan dat hij de vaste exposities het leukste vindt.
- In de eerste seizoenen van de Amerikaanse sitcom Friends werkte Ross Geller in het museum.
- Het museum in de film Night at the Museum is gebaseerd op het AMNH. De scènes binnen zijn opgenomen in een studio in Vancouver (Canada), maar de buitenopnames zijn beelden van de gevel van het museum. Museummedewerkers hebben aangegeven dat de film ervoor heeft gezorgd dat de bezoekersaantallen tijdens de kerst van 2006 met bijna 20% zijn toegenomen. Er zouden 50.000 bezoekers meer zijn dan dezelfde periode een jaar eerder.[1]
- In de boeken van Preston & Child, waarin Special Agent Pendergast de hoofdrol heeft, speelt het museum een rode draad.
- Aflevering 8 van seizoen 6 van de comedyserie How I Met Your Mother speelt zich af in dit museum.

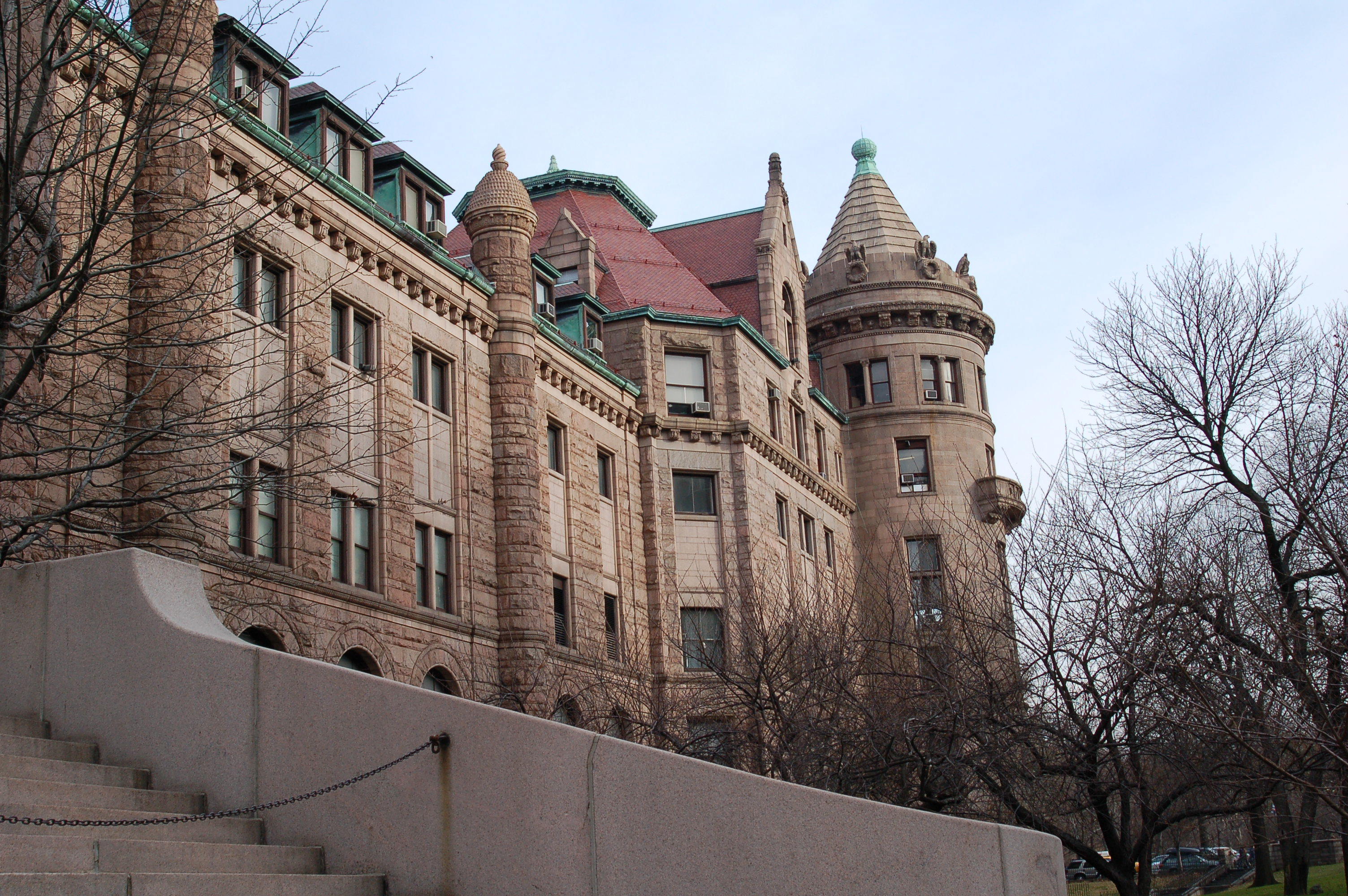
Buitenkant van het museum
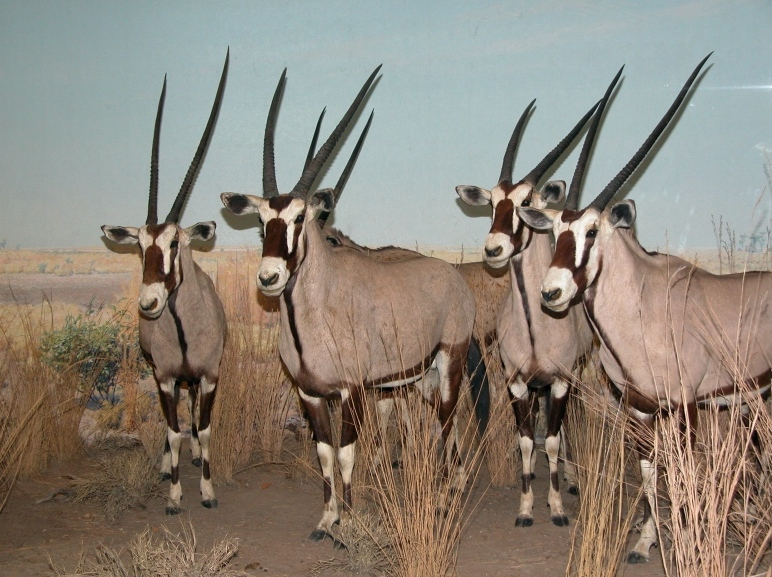
Diorama zoogdieren
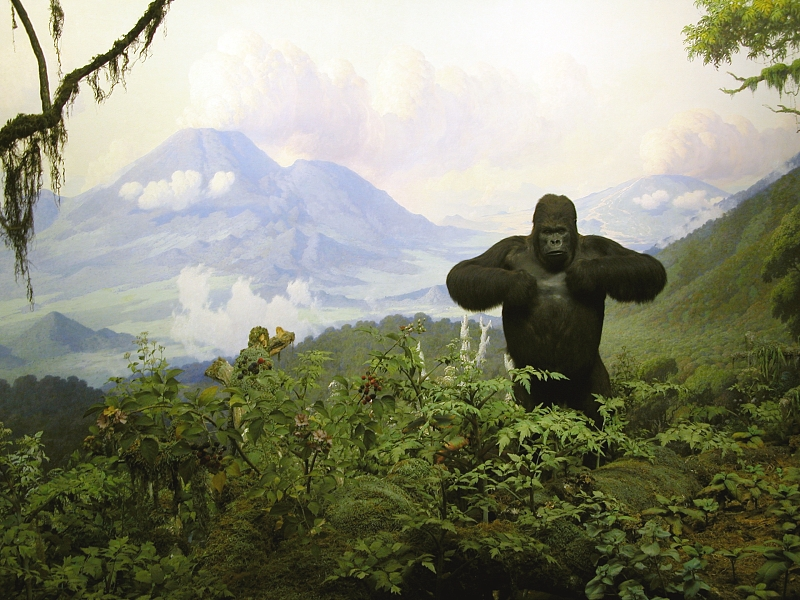
Diorama zoogdieren
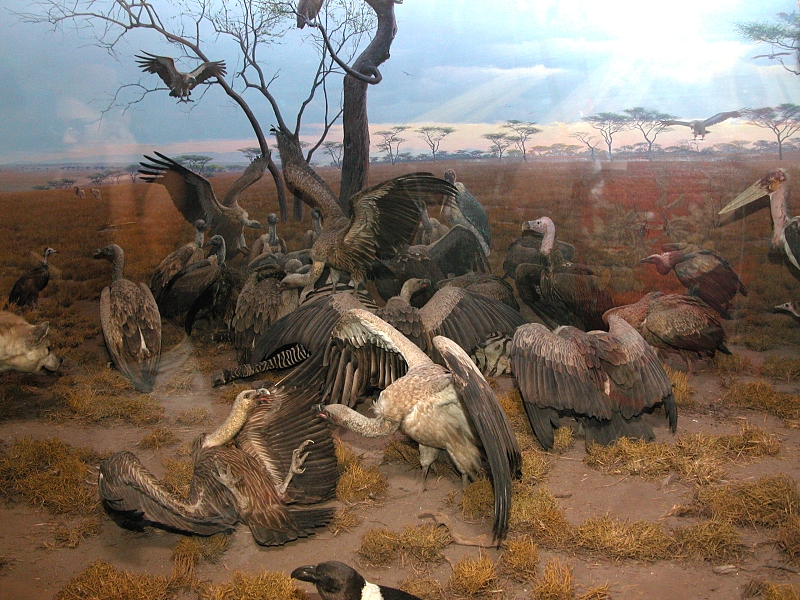
Diorama vogels
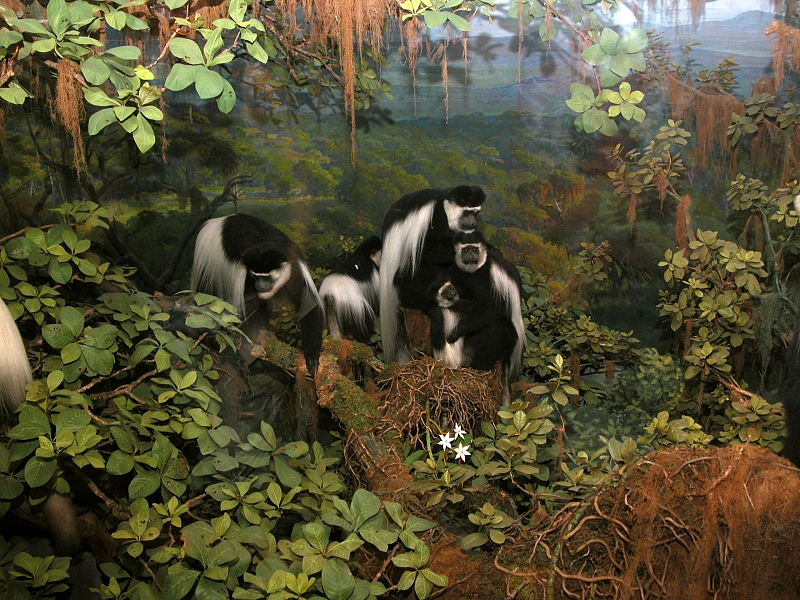
Diorama zoogdieren
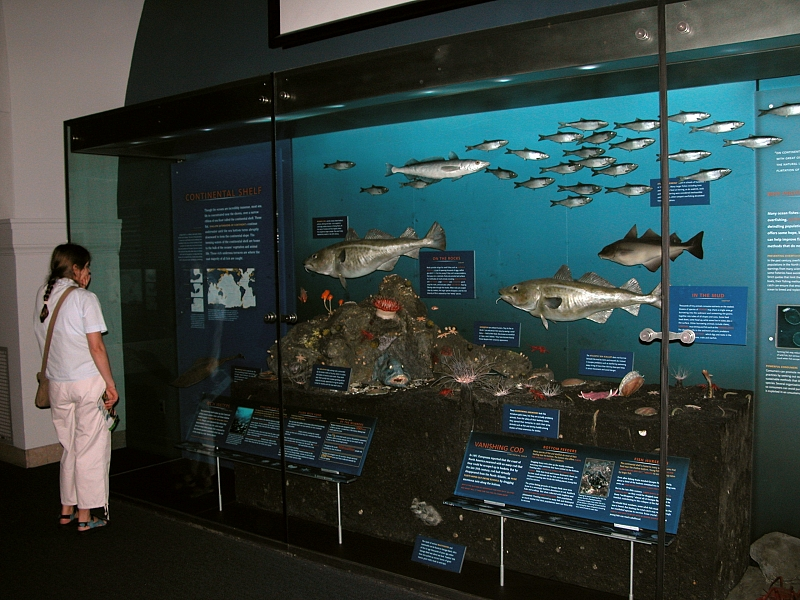
Studie van de oceaan
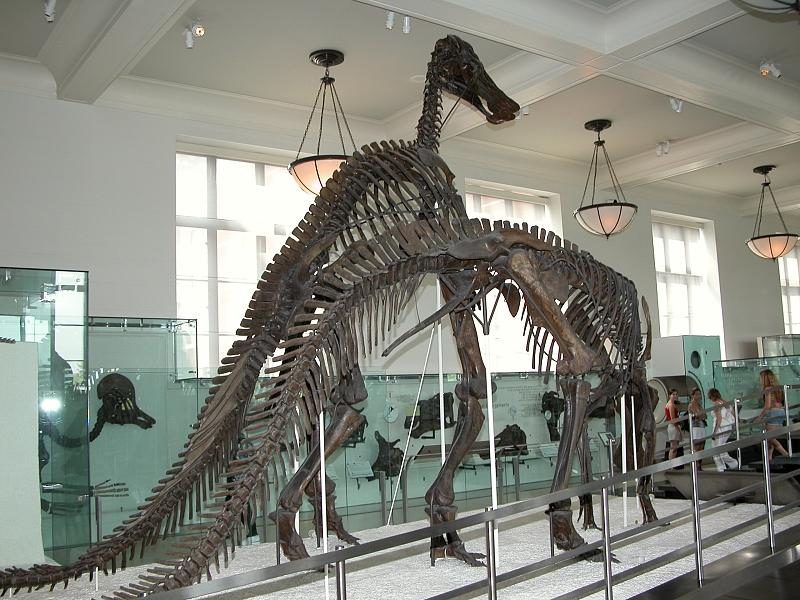
Anatotitan skeletten
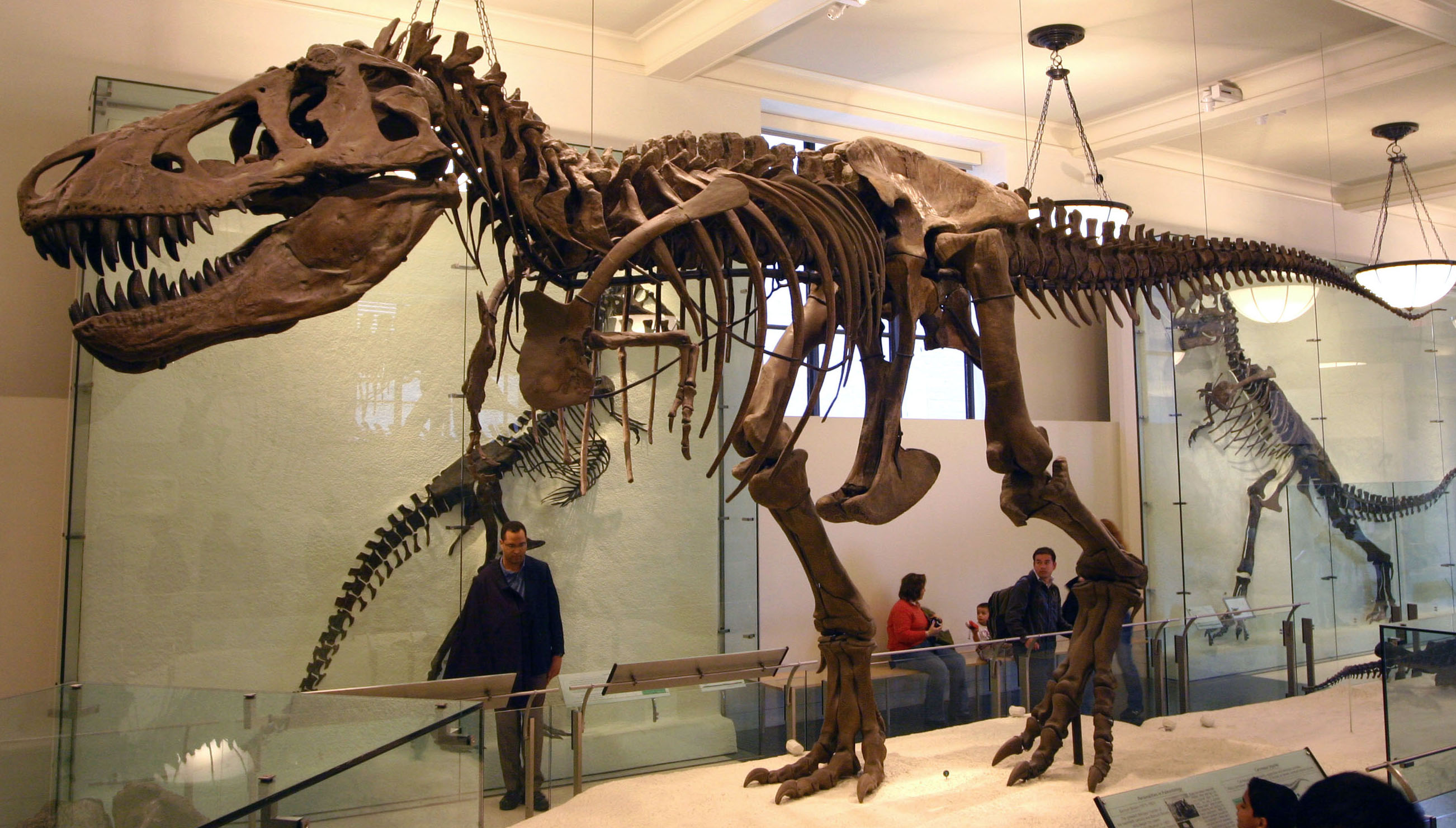
Zaal met Saurischia dinosauriers
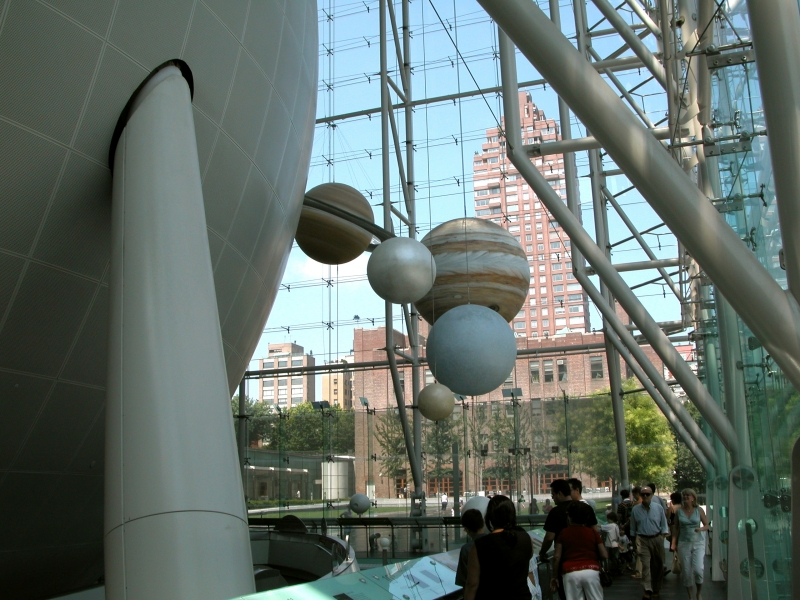
Planetarium
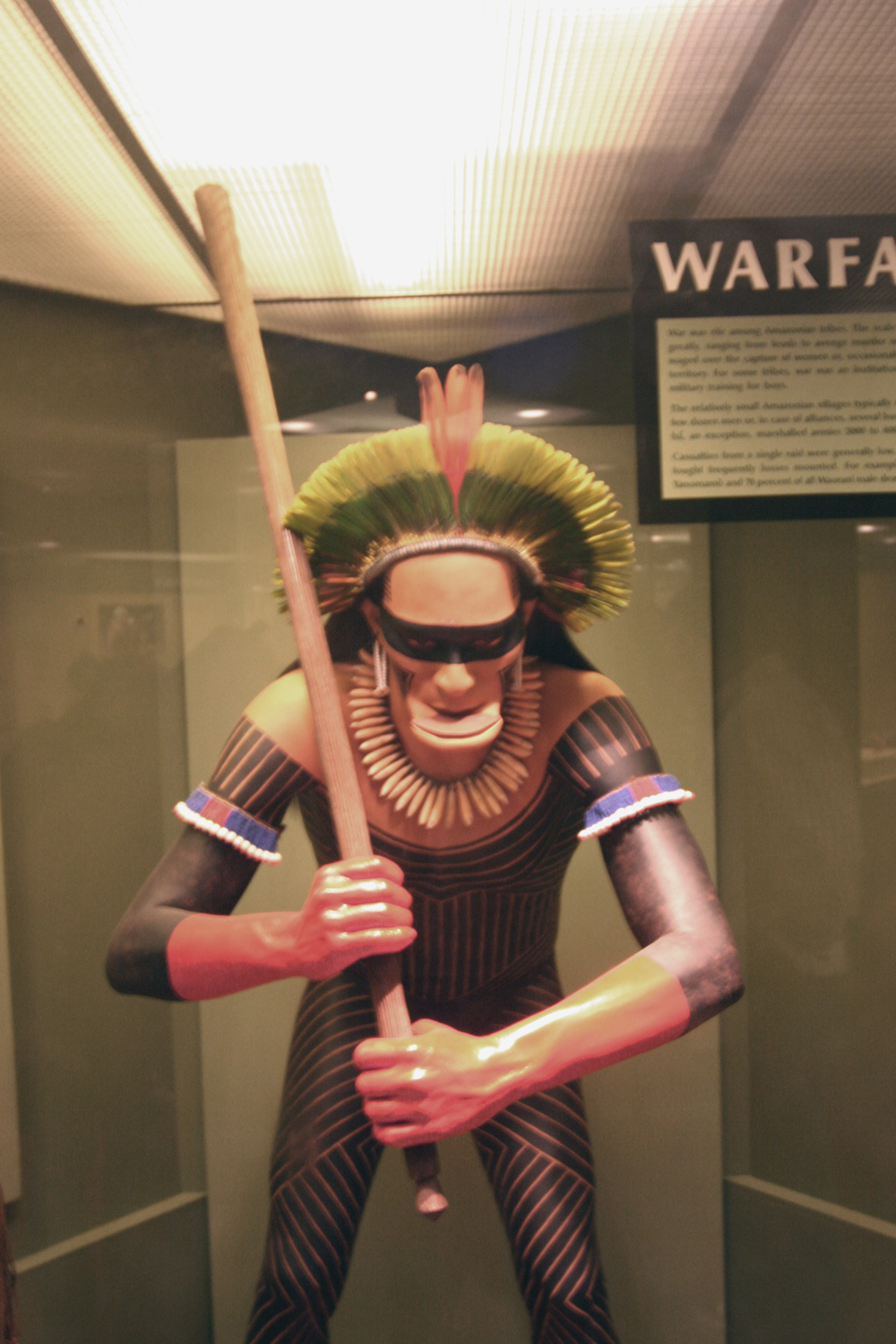
Culture Hall Exhibit
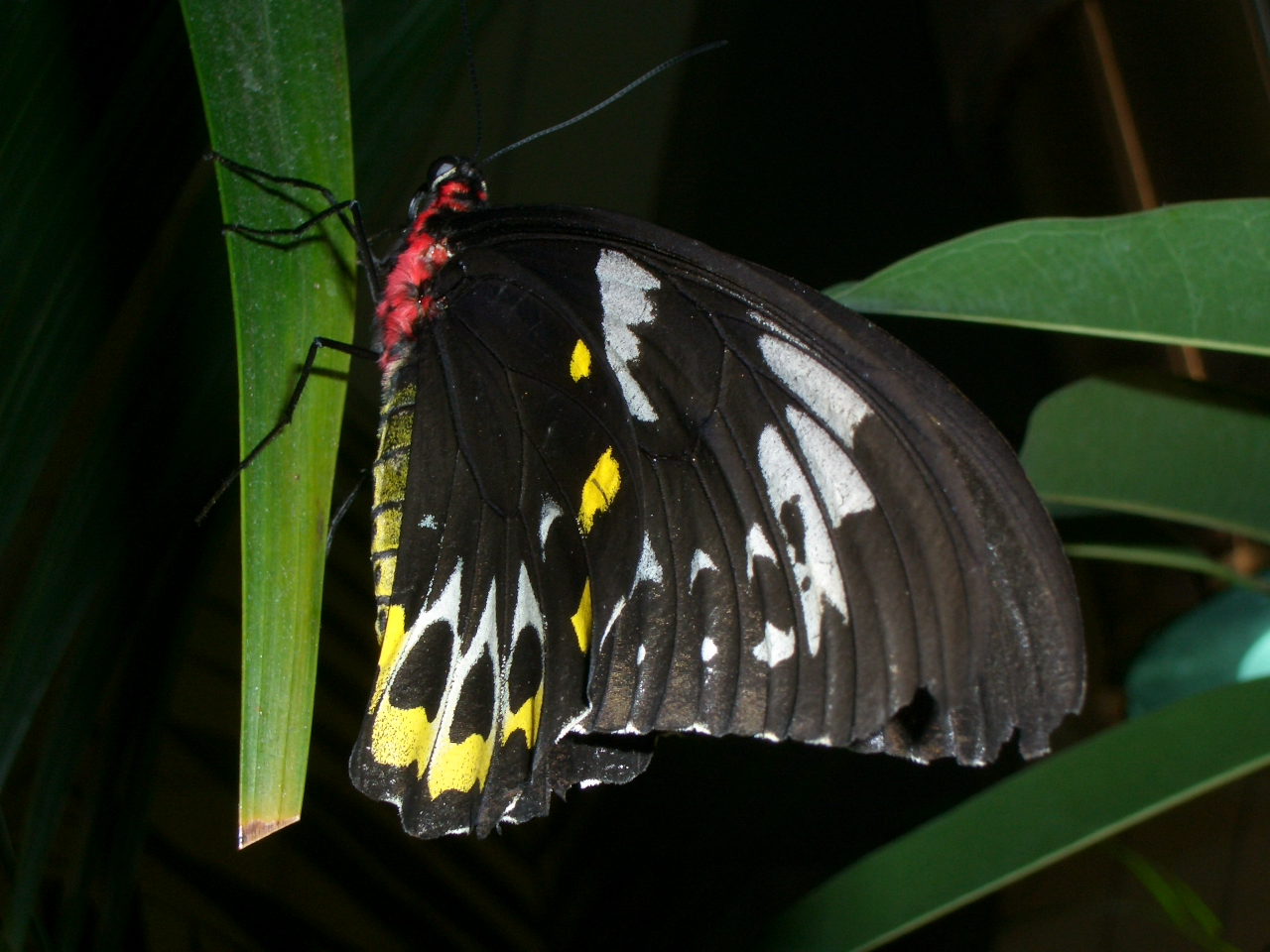
Vlinder expositie